# Màlaia Ossínovka
Màlaia Ossínovka (en rus: Малая Осиновка) és un poble de l'óblast de Saràtov, a Rússia, segons el cens del 2010 tenia 301 habitants. Pertany al districte municipal d'Atkarsk.